# Rudolf Pfitzner
Rudolf Pfitzner (ur. w 1864, zm. 18 marca w 1921 roku w Darmstadt) – pastor w Szprotawie, niemiecki entomolog, specjalista od motyli (Lepidoptera).
Ze Szprotawy wyprowadził się w 1913 roku. Podróżował po świecie, m.in. do Afryki Północnej. Pod koniec życia zgromadził kolekcję liczącą ok. 40 tys. egzemplarzy owadów, w tym o dużym znaczeniu naukowym – rodzina niesobkowatych (Hepialidae) oraz tzw. zbiór lokalny z czasów praktyki duszpasterskiej w Szprotawie.
Z jego prac warte wymienienia jest przede wszystkim opracowanie fauny motyli dziennych okolic Szprotawy i Borów Dolnośląskich. Pfitzner odkrył tu stanowiska występowania rzadkich gatunków, m.in. w granicach obecnego rezerwatu Buczyna Szprotawska, Wzgórza Koberbrunn i innych uroczysk.
W miejscu zamieszkania uchodził za postać oryginalną, lubił pokazywać się w krótkich spodenkach, co w jego czasach wywoływało duże zainteresowanie.